# Centrale hydroélectrique de Ligga
Ligga (en same de Lule Liggá) est une centrale hydroélectrique située dans la commune de Jokkmokk, au nord de la Suède. Elle est située entre les centrales de Harsprånget et celle de Messaure sur le cours du fleuve Luleälven. C'est la première centrale de Suède contrôlée à distance, la station étant à Harsprånget.